# Siła odśrodkowa
Siła odśrodkowa – siła bezwładności występująca w układzie odniesienia obracającym się względem inercjalnego układu odniesienia. Układ obracający się jest układem nieinercjalnym.
W układzie odniesienia obracającym się ze środkiem obrotu w początku układu współrzędnych, ze stałą prędkością kątową, siła bezwładności działająca na punkt materialny określona jest wyrażeniem:
{\displaystyle \mathbf {F} =-m{\boldsymbol {\omega }}\times ({\boldsymbol {\omega }}\times \mathbf {r} )=m\omega ^{2}\mathbf {r_{p}} }
gdzie:
- {\displaystyle {\boldsymbol {\omega }}} – prędkość kątowa ruchu układu odniesienia względem inercjalnego układu odniesienia,
- m – masa ciała,
- {\displaystyle \mathbf {r} } – wektor wodzący, czyli położenie ciała w obracającym się układzie odniesienia,
- {\displaystyle \mathbf {r_{p}} } – rzut wektora wodzącego na płaszczyznę prostopadłą do osi obrotu.

Określając położenie punktu w płaszczyźnie prostopadłej do osi obrotu układu odniesienia, siłę odśrodkową można wyrazić:
{\displaystyle \mathbf {F} =m\omega ^{2}\mathbf {r} ={\frac {mv^{2}}{r}}{\frac {\mathbf {r} }{r}}}
Wartość siły określają wzory:
{\displaystyle F=m\omega ^{2}r={\frac {mv^{2}}{r}}}
gdzie:
{\displaystyle v} – prędkość układu odniesienia względem inercjalnego układu odniesienia wynikająca z jego obrotu, w punkcie gdzie znajduje się ciało,
{\displaystyle r} – promień wodzący,
{\displaystyle F} – siła odśrodkowa.

## Równoważność opisów
Jeżeli to samo zagadnienie jest rozpatrywane w inercjalnym układzie odniesienia, to siła odśrodkowa nie występuje, za to siły rzeczywiste zapewniające zmianę kierunku ruchu są równe sile dośrodkowej. Siła dośrodkowa ma taki sam kierunek, taką samą wartość, za to ma przeciwny zwrot niż siła odśrodkowa. Oba opisy są poprawne, a użycie odpowiednio dobranego układu nieinercjalnego umożliwia rozpatrywanie ciała jako pozostającego w spoczynku.

## Przykłady

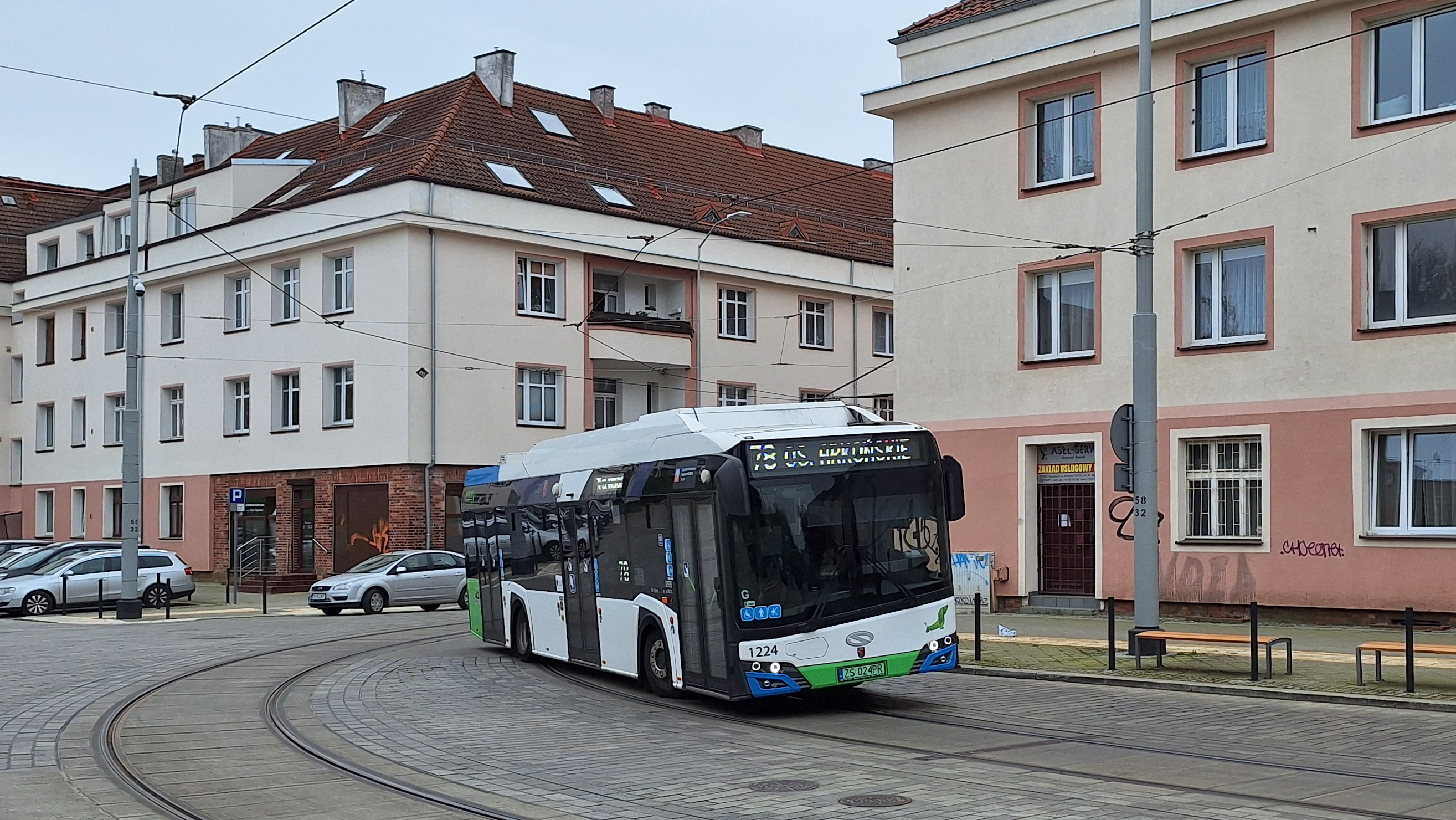
Siła odśrodkowa działająca na skręcający autobus powoduje jego odchylenie od pionu

Przykładem jest opis ruchu ciała znajdującego się na równoległej do drogi podłodze poruszającego się po łuku pojeździe. Droga jest pozioma.
Obserwator (układu odniesienia) spoczywający względem Ziemi opisze ruch klocka tak:
Klocek wraz z samochodem porusza się ruchem jednostajnym po okręgu, wskutek czego siły działające na nie w kierunku poziomym prostopadle do toru ruchu są równe sile dośrodkowej, w kierunku równoległym do kierunku ruchu ciało nie zmienia prędkości, suma sił w tym kierunku i w kierunku pionowym jest równa zero. Rzeczywistą siłą zapewniającą siłę dośrodkową jest siła tarcia między ciałem a podłogą pojazdu. Jeżeli prędkość samochodu będzie większa, to siła tarcia nie będzie w stanie zapewnić siły dośrodkowej i ciało nie będzie poruszać się po takim torze jak pojazd.
Obserwator (układu odniesienia) spoczywający względem pojazdu opisze ruch tak:
Klocek nie porusza się (pozostaje w spoczynku), wskutek czego suma sił działających na klocek jest równa zero. Jeżeli klocek znajduje się w pojeździe poruszającym się po okręgu, to układ odniesienia według którego opisany jest ruch jest układem nieinercjalnym, a na nieporuszający się klocek działa siła odśrodkowa, prostopadła do kierunku ruchu pojazdu. Siła odśrodkowa jest równoważona przez siłę tarcia między ciałem a podłogą pojazdu. Jeżeli prędkość samochodu będzie większa, to siła tarcia nie będzie w stanie zrównoważyć siły odśrodkowej, a ciało będzie poruszało się ruchem przyspieszonym.
Ze względu na siłę odśrodkową zakręty na drogach, przeznaczone do pokonywania ze znaczną prędkością, profiluje się podnosząc ich zewnętrzną krawędź, podobnie projektuje się także np. trasy saneczkarskie. Dzięki takiemu zabiegowi, w układzie związanym z samochodem wypadkowa siły ciążenia i siły odśrodkowej ma mniejszą składową równoległą do płaszczyzny jezdni, zmniejszając ryzyko poślizgu i wypadnięcia z zakrętu.